# Crocidura palawanensis
Crocidura palawanensis és una espècie de mamífer eulipotifle de la família de les musaranyes (Soricidae). És endèmica de les Filipines.